# Gmina Svetvinčenat
Gmina Svetvinčenat (chorw. Općina Svetvinčenat) – gmina w Chorwacji, w żupanii istryjskiej. W 2011 roku liczyła 2202 mieszkańców.

## Miejscowości
Miejscowości wchodzące w skład gminy Svetvinčenat:

- Bibići
- Bokordići
- Boškari
- Bričanci
- Butkovići
- Cukrići
- Čabrunići
- Foli
- Juršići
- Kranjčići
- Pajkovići
- Peresiji
- Pusti
- Raponji
- Režanci
- Salambati
- Smoljanci
- Svetvinčenat
- Štokovci